# スタジオぬえ
株式会社スタジオぬえ（英: STUDIO NUE, INC.）は、東京都練馬区下石神井に本拠を置く、主にSF作品を中心とした企画制作スタジオ。

## 略歴
1970年、松崎健一を会長に、SFイラストなどを中心とする同人会「SFセントラルアート」が発足。
松崎と他の主要メンバー、高千穂遙（当時は本名の竹川公訓）、宮武一貴、加藤直之は大学卒業を機にプロとしての活動を目指し、1972年に有限会社「クリスタルアートスタジオ」を設立する（初代社長は竹川）。初期は、TVプロデューサーの野田宏一郎に紹介された子供向け番組『ひらけ!ポンキッキ』の美術・イラスト制作を主業としていた。
1974年にクリスタルアートスタジオを発展解消する形で、スタジオぬえへと移行する。
SFマガジンをはじめとして、早川書房の国内外のSF文庫など多数のSF小説、ムック等の表紙・挿画等の制作のほか、SF作品のビジュアル解説も多数手がけ、日本のSFアート分野では武部本一郎らに続く次世代の担い手として認められていく。とりわけハインラインの小説『宇宙の戦士』の挿絵用にデザインしたパワードスーツは、『機動戦士ガンダム』のモビルスーツに大きな影響を与えた。
アニメーションの分野では『ゼロテスター』で、日本のアニメでは初めて外注のメカニックデザインを担当（ジョン・デドワ名義）。以後『宇宙戦艦ヤマト』、『宇宙海賊キャプテンハーロック』などの松本零士作品や、日本サンライズ（現サンライズ）のスーパーロボット系作品で、サブメカデザインや文芸設定などを担当。映画『スター・ウォーズ・シリーズ』や『機動戦士ガンダム』の影響で日本中にSFブームが広がると、次第に裏方からファンに認知される存在となった。
1980年代には企画業にも進出。とりわけ企画母体として初の原作となったテレビアニメ『超時空要塞マクロス』は斬新な発想で「スタジオぬえ」の名を一躍有名にし、その後も一連のマクロスシリーズを生み出すことになる。また、高千穂遙の小説『クラッシャージョウ』、『ダーティペア』も日本を代表するスペースオペラ作品として、テレビ、映画、OVAでシリーズ展開され人気を博した。
1990年代以降はメンバーの個人活動が中心となるが、今日まで様々なSF作品に関与し続けている。

## 特色

### SFアート
SF作家の小松左京が『SFセミナー』において「日本のSFアートは『SFマガジン』の創刊から始まった」と語っている様に、SFアートという分野では、ぬえ設立の時点で既に真鍋博、武部本一郎、金森達といった先人の活躍があった。
ぬえの初期メンバーは1968年公開のSF映画『2001年宇宙の旅』でのあまりにも衝撃的なビジュアル革新の直撃を受けた世代であり、SF小説の挿絵にとどまらず、特にテレビアニメを始めとするビジュアルの仕事への進出を特徴としていた。
先の世代と異なりまずSFファンダムがあってそこから登場したよりマニアックな集団であり、当時の最新SF情報を活かして各方面でよろず屋的に仕事を開拓してゆき、時にはSFアートというよりも、そのSFアートがビジネス・商業作品として成り立つ様にするべく、まずSFという概念自体を一般大衆へと紹介し普及させる事が仕事という状況も見られた。
テレビアニメの演出では長浜忠夫監督らに重用され、ロボットの透視図解など作品世界を拡げる優れたアイデアを提供した。現在のロボットアニメやSF作品における数々のノウハウにも、ぬえが生み出したアイデアが原点になっているものが少なくない。現在の日本アニメ業界でも一大ジャンルとなっているロボットアニメの文化の一翼を自ら作り上げた存在として、この意味でのアニメ業界における功績は大きい。
しかし、その一方で、スタジオぬえはあくまでSF企画スタジオであり、アニメーション本編の実制作を担うプロダクションではなかったことから、ぬえ所属のデザイナーがテレビアニメや玩具の製作の現場の実情を把握していたとは到底言い難い一面も垣間見られ、初期の作品では、メカ類のデザインについても、制作サイドの現実に即したものではなく自らのSF理論や理想を優先させたデザインや、当時の制作現場の必要や理解能力を遥かに超える膨大な情報量を折り込む傾向が少なからず見られた。
アニメの制作現場ではその特徴を指して「ぬえメカ」と呼ばれ、デザインは秀逸で未来的であっても、設定が詳細に過ぎて線が多く、複雑かつ稠密で作画に時間を要する上、情報・設定が細かく詰め込まれ制作現場の裁量で加減できる部分が少なく、面倒この上ないとして、特に作画枚数がそのまま収入に直結する制作組織の末端アニメーターたちからは不評を買う存在であった。
また、立体化をする玩具メーカーの設計担当者からも、商品化への挑戦意欲は掻き立てられるデザインであるが、ぬえ側の要望をそのまま満たすとパーツが細かくなる事から、金型などの設計や組み立て作業が複雑になりコストダウンの障害になる上、小児向け玩具では重要な要素である可動性や耐久性、ひいては安全性の確保が難しいと、お世辞にも好評とは言い難かった。このため、ぬえスタッフのデザイン・発想・着眼点を秀逸なものと認めながらも、起用に二の足を踏む会社や監督は決して珍しくなかった。ぬえと繋がりが比較的深いはずの日本サンライズでさえ、『機動戦士ガンダム』では高千穂遥から最初のヒントを得た企画であるにもかかわらず、実際の作品制作に当たっては現場やスポンサーの要望で大河原邦男をメカニックデザインに起用するという状況が見られた。
この様な実制作の現場が持て余してしまうほどの稠密なデザインや設定は、実際のアニメ・玩具として製品が完成した時にはぬえスタッフの意向に反して大きくオミットされていたり、作りやすい方向へとアレンジされる事も珍しくなかった。これは細かい所まで探せば1980年代までのぬえが関連した作品のほとんどで見られ、特に顕著な例として『超合体魔術ロボ ギンガイザー』がある。また、ぬえのデザインでアニメを制作したプロダクション側でも、その後に続けてメカニックデザインとしてぬえを起用する所と起用しない所が比較的はっきりと分かれる傾向がある。
初期との比較において、現在のぬえ系デザイナーのデザインはアニメ・玩具製作サイドの現実に多少なりとも則したものになってきたとされる。

### スタジオぬえ批判
ぬえのデザインの魅力として、絵的な格好良さで誤魔化さず、メカの構造や機能性を捉えて描く点が挙げられる。ただし、ジャンルによってリアリティーのさじ加減は変えている。デザインベースとして先端技術を取り入れるため宇宙開発専門家や軍事評論家、防衛産業技術者らと定例会合を開き、情報交換やブレインストーミングを行っていた。また、日本で見られないNASA関連の資料をアメリカへ渡って入手するなど、当時としては精力的な情報収集も行っていた。
この姿勢に対し、1982年にコアなSFファン向けのSF専門誌『SFイズム』誌上において、スタジオぬえのデザインが理詰めではないとして批判が繰り広げられた。大友克洋のSF漫画『武器よさらば』に登場するプロテクター・スーツと対比する形で、ぬえ版の『宇宙の戦士』のパワード・スーツが実際には人間の骨格では装着できないとの指摘があった。同時にスタジオぬえの『SFマガジン』の連載記事で披露された宇宙戦艦論などを批判する投稿記事「スタジオぬえ批判」が連載された。
同様にぬえのデザインについては、当時盛んに用いられた概念である「SFマインド」の有無についての批判や論争も、数多くのアニメ趣味誌やSF趣味誌で見られた。ただし、ぬえのメンバーについては、高千穂を筆頭に当時の「SFマインド」肯定派の一翼を担っていると見られていた人物たちではある。

### その他
- 社名の「ぬえ」とは、日本の伝説上の妖怪「鵺」を指す。これは改組当時の主要メンバーのあだ名である生き物、蛇（高千穂）、ゴキブリ（松崎）、タヌキ（宮武）、吸血コウモリ（加藤）を掛け合わせ“実体の掴めない”そのイメージから命名されたもの。
- 企画への参加、受注した仕事など、メンバーは基本的に個別に活動している。初期のアニメ作品では会社名のみがクレジットされたが、後に個人名+スタジオぬえという形で表記されるようになった。
- SFセントラルアート時代から会誌「クリスタル」を発行し、ファンとの月例交流会クリスタルコンベンション（通称クリコン）を開催していた。参加者には天野喜孝、出渕裕らもおり、その中から河森正治、細野不二彦、佐藤道明、森田繁らぬえの第二期メンバーが輩出されている。
- 細野と佐藤、瑞原芽理は「まんが部門」に属していた。細野は高千穂原作の『クラッシャージョウ』でデビューするまで、ぬえで修業を積んでいたが、デビュー作の原作者である高千穂からは「才能がない、マンガ家は諦めろ」と言われていた。
- 学生たちの同人活動の組織が母体という点ではぬえの後続集団であるDAICON FILMの才能を買い、山賀博之、庵野秀明らを関西から呼び寄せて『超時空要塞マクロス』の制作を手伝わせた。のちに『新世紀エヴァンゲリオン』などを制作するガイナックスの誕生に寄与したという功績も考えられる。
- 『超時空要塞マクロス』はぬえの代表作となったが、これは本来ぬえの面々が企図していた「シリアスでSFマインドに溢れたハードSF」企画『ジェノサイダス』に対してスポンサーとなる広告代理店・玩具会社などからの反応が鈍かったため、『ジェノサイダス』実現に向けたプレゼンテーションの注目をまず集めるための当て馬のダミー企画として、一夜漬けで気楽に考え出したパロディ満載の企画『メガロード』が発端であった。だが、これが彼らの期待にある意味では反して広告代理店ビックウエストの目にとまり採用される一方、肝心の『ジェノサイダス』が不採用になってしまった。そこで急遽『メガロード』をベースにパロディ要素を取り除きリアルロボット系作品へと仕立て直し結実したのが『超時空要塞マクロス』であり、その様な経緯を辿ったがゆえにシリアスさと軽妙さが入り混じった独特の作風になったという逸話がある。
- 『超時空要塞マクロス』第1話では、主人公一条輝のバルキリーが墜落して、架空のぬえ社屋を破壊するというお遊びのシーンがある。
- SFではないが、1978年放送の『まんが日本絵巻』第17話『妖怪ぬえ退治　源頼政』に登場する妖怪「ぬえ」はスタジオぬえが外注としてデザインしている。これは、『まんが日本絵巻』の総監督の石黒昇が、過去に『宇宙戦艦ヤマト』で演出を務めていたことから同作に関与していたぬえスタッフと面識があり、そこから起用したものである。
- 『ダーティペア』シリーズ以外に、本社社員の名前がキャラの元ネタになっているのが、『超合体魔術ロボ ギンガイザー』（ヒロイン・ミチの初期設定名は「秋津ユリ」）であるが、元々その由来となった秋津由利は瑞原と共に社内で「リアル・ダーティペア」なるコンビ名を付けられていた時期がある（小説あとがき等に登場）。この縁で二人は、映画『クラッシャージョウ』で作中登場したダーペアの吹替を担当している。なお、担当したキャラはお互い自身が元になっているキャラ（瑞原:ケイ、秋津:ユリ）である。
- メカの武装名は時にブレインストーミング故の趣味丸出し傾向にある。例えば『超電磁ロボ コン・バトラーV』のバトルジェットの斬撃装備「ドスブレッシャー」等、影響された作品が垣間見えるものがある。この中で『超合体魔術ロボ ギンガイザー』登場のロボットの武装名は高千穂の案であり、メインメカデザイナの宮武はブルゲイターの武装「トゲバット」のネーミングが特にお気に入りとのこと。

## メンバー
- 高千穂遙（小説家、演出家）
- 松崎健一（元メンバー、脚本家）
- 宮武一貴（メカデザイナー、イラストレーター）
- 加藤直之（イラストレーター）
- 河森正治（元メンバー、メカデザイナー、監督、演出家　サテライト取締役兼任）
- 細野不二彦（元メンバー、漫画家）
- 佐藤道明（元メンバー、イラストレーター）（サテライトの代表取締役は同姓同名の別人）
- 石津泰志（元メンバー）
- 森田繁（脚本家）
- 瑞原芽理（元メンバー。漫画家。のち森田繁の妻。高千穂遥のSF小説『ダーティペア』に登場するケイのモデル。）

## 作品

### アニメーション
メンバーの退社後の作品（河森のサテライト移籍後の作品等）に関しては扱わない。
- 1973年 ゼロテスター（メカニックデザイン＆コンセプト ジョン・デドワ」（ぬえ名義ではない）
- 1974年 宇宙戦艦ヤマト（デザイン協力 スタジオ・ぬえ」(クレジットは第7話より）
- 1975年 勇者ライディーン（クレジット表記無し、ブルーガー等）
- 1976年 超電磁ロボ コン・バトラーV（メカニック設計）（サブ、操縦席他）
- 1977年 超電磁マシーン ボルテスV（メカニック担当設計）（サブ）
- 1977年 無敵超人ザンボット3（メカニックデザイン協力）(サブ、キングビアル等）
- 1977年 超合体魔術ロボ ギンガイザー（メカニックデザイン）:武装名担当は高千穂。
- 1978年 宇宙海賊キャプテンハーロック（メカデザイン協力）
- 1978年 闘将ダイモス（メカニックデザイン）（サブ）
- 1978年 さらば宇宙戦艦ヤマト 愛の戦士たち（メカ設定協力）
- 1978年 宇宙戦艦ヤマト2（共同デザイン）
- 1979年 ザ☆ウルトラマン（メカニックデザイン：河森）（ウルトリア等）
- 1979年 闘士ゴーディアン（メカニック設定：河森）（サブ、アノー号等）
- 1979年 銀河鉄道999(The Galaxy Express 999)（デザイン協力）
- 1980年 ヤマトよ永遠に （デザイン協力）
- 1981年 ゴールドライタン（メカ設定：河森）（サブ）
- 1981年 ユリシーズ31（メカニックデザイン：スタジオぬえ）（フランスで放映）
- 1982年 わが青春のアルカディア （デザイン協力）
- 1982年 テクノポリス21C（メカニカルデザイン：宮武）
- 1982年 無限軌道SSX （デザイン協力）
- 1982年 超時空要塞マクロス（原作：スタジオぬえ、シリーズ構成・脚本：松崎、メカニックデザイン：宮武、河森）
- 1983年 聖戦士ダンバイン（メカニックデザイン：宮武）（ダンバイン等）
- 1983年 超時空世紀オーガス（原作：スタジオぬえ、シリーズ構成・脚本：松崎、メカニックデザイン：宮武、石津）
- 1983年 クラッシャージョウ（原作・脚本・監修：高千穂遙、メカニカルデザイン：河森）
- 1984年 超時空要塞マクロス 愛・おぼえていますか
- 1986年 ダーティペアの大勝負 ノーランディアの謎（石津）
- 1987年 劇場版ダーティペア（宮武、森田、佐藤）
- 1987年 超時空要塞マクロス Flash Back 2012
- 1987年 ヘル・ターゲット（制作協力：スタジオぬえ）
- 1987年 破邪大星ダンガイオー（河森、石津）
- 1988年 ダーティペア（OVA版）（石津）
- 1988年 トップをねらえ!（宮武、戦艦のデザイン）
- 1988年 宇宙の戦士（メカニカルデザイン：宮武）（パワードスーツのデザイン刷新）
- 1988年~銀河英雄伝説（艦船のデザイン、製作協力）
- 1989年 クラッシャージョウ 氷結監獄の罠（河森、石津）
- 1989年 クラッシャージョウ 最終兵器アッシュ（河森、宮武）
- 1990年 ダーティペア 謀略の005便 （石津、宮武）
- 1991年~新世紀GPXサイバーフォーミュラシリーズ（マシンデザイン：河森）
- 1991年 ガデュリン（原作）
- 1991年 機動戦士ガンダム0083 STARDUST MEMORY（メカニカルスタイリング：河森）
- 1993年 モルダイバー（コンセプトデザイン：宮武、河森）
- 1994年 ダーティペア FLASH（宮武）
- 1994年 マクロスプラス
- 1994年~マクロス7シリーズ
- 1996年~天空のエスカフローネ（原作：河森）
- 1998年 青の6号（河森）
- 1999年 星方天使エンジェルリンクス（宮武）
- 1999年 ドラえもん のび太の宇宙漂流記（デザイン協力：スタジオぬえ）（宮武）
- 2002年 マクロス ゼロ（宮武、鳥人デザイン）
- 2003年 サブマリン707R（宮武）
- 2005年 交響詩篇エウレカセブン（コンセプチュアルデザイン：宮武）
- 2006年 ガラスの艦隊（宮武）
- 2006年 FLAG（宮武）
- 2007年 プロジェクトΩ
- 2008年~マクロスFシリーズ（コンセプチュアルデザイン：宮武）
- 2008年 タイタニア（宮武）

### アニメーション（脚本、考証等）
- 1979年~機動戦士ガンダム（松崎健一が脚本参加。ミノフスキー粒子などの背景設定を考案）
- 1980年 ムーの白鯨（脚本：松崎）
- 1980年~伝説巨神イデオン（脚本：松崎）
- 1981年 銀河旋風ブライガー（脚本：松崎）
- 1983年 クラッシャージョウ（声優：瑞原・秋津。前述の配役。）
- 1986年 ガルフォース（SF考証：松崎）
- 1987年 機甲戦記ドラグナー（脚本：松崎）
- 1987年 バブルガムクライシス（PART1脚本：松崎）
- 1999年 ∀（ターンエー）ガンダム（設定考証：森田）
- 2002年 機動戦士ガンダムSEED（脚本・特殊設定：森田）
- 2004年 機動戦士ガンダムSEED DESTINY
- 2007年 アイドルマスター XENOGLOSSIA （特殊設定：森田）
- 2008年 鉄のラインバレル（特殊設定：森田）
- 2012年 輪廻のラグランジェ（構成協力・脚本：森田）
- 2012年~宇宙戦艦ヤマト2199（脚本：森田）他
- 2013年 蒼き鋼のアルペジオ（SF考証：森田）
- 2014年 白銀の意思 アルジェヴォルン（設定考証：森田）
- 2025年 未ル わたしのみらい（ストーリー・脚本：森田）[3]

### 特撮
- 1984年 さよならジュピター（高千穂が初期企画参加、宮武がメカデザイン、加藤が小説版イラストを担当）
- 1989年 ガンヘッド（メカニカル・デザイン：河森）
- 1996年 宇宙貨物船レムナント6（メカニックデザイン：河森）

### 小説
- 1977年~クラッシャージョウシリーズ（高千穂遙）
- 1980年~ダーティペアシリーズ（高千穂遙）

### 漫画
- 1976年 『グランドマーク』（SFマガジンでの連載、全2話計10回）
- 1978年 永井豪の手天童子、『黒の獅子』、スペオペ宙学のメカニック設定

### ゲーム
- 1988年~ディガンの魔石（アーテックとスタジオぬえが提携し制作された）
- 1991年~ガデュリン（上記ディガンの魔石の世界観を継承した続編）
- 1998年~超鋼戦紀キカイオー

### 玩具
- 1980年~ダイアクロン（タカラ(現タカラトミー)の玩具シリーズ）

### 関連書籍
- 1978年 『SFワンダーランド』スタジオぬえ（広済堂豆たぬきの本116。構成は松崎健一。宮武一貴、加藤直之らのイラストで多数のSF作品を紹介）
- 1978年 『宇宙でパズル』スタジオぬえ（広済堂豆たぬきの本124。構成：松崎健一、イラスト：細野不二彦）
- 1978年 『SFイラストの世界　スタジオぬえのすべて (ファンタスティック・コレクション NO.8）』（朝日ソノラマ）
- 1989年 『スタジオぬえ メカニックデザインブック PART.1 機動兵器編  (Entertainment bible (6)）』（バンダイ）
- 1990年 『スタジオぬえ メカニックデザインブック PART.2 宇宙戦艦編  (Entertainment bible (9)）』（バンダイ）

## 関連人物
- 石黒昇
- 松本零士
- 長浜忠夫
- 高橋良輔
- 富野由悠季
- 安彦良和
- 板野一郎
- 美樹本晴彦